# Каланчакское ремонтно-транспортное предприятие
Каланчакское ремонтно-транспортное предприятие — предприятие в посёлке городского типа Каланчак Каланчакского района Херсонской области Украины, которое специализировалось на техническом обслуживании и ремонте автомобильной и сельскохозяйственной техники.

## История

### 1929 — 1991 годы
Каланчакская машинно-тракторная станция (Каланчакская МТС) была создана в селе Каланчак в 1929 году в соответствии с первым пятилетним планом развития народного хозяйства СССР. 
После того, как в 1939 году Каланчак стал районным центром, МТС стала одним из первых крупных предприятий на территории района. Количество техники было увеличено (в 1939 году МТС уже имела 96 тракторов и иных сельскохозяйственных машин), и она сыграла значительную роль в экономическом развитии и механизации сельского хозяйства района. За трудовые достижения пять работников МТС (бригадиры тракторных бригад А. Ф. Житский, И. П. Княгнитский, П. Ф. Чепурко, П. Д. Кривенко и тракторист А. Д. Рудницкий) были выдвинуты в качестве кандидатов на Всесоюзную сельскохозяйственную выставку 1939 года.
В 1940 году Каланчакская МТС вошла в число передовых, в этом же году она была награждена переходящим Красным знаменем Николаевского областной исполкома и обкома КП(б)У.
После начала Великой Отечественной войны часть техники МТС была передана в действующую армию. В дальнейшем, в связи с приближением к селу линии фронта работники МТС участвовали в строительстве укреплений, уборке урожая и эвакуационных мероприятиях. С 11 сентября 1941 до 2 ноября 1943 года селение было оккупировано немецкими войсками, при отступлении гитлеровцы разграбили и разрушили колхозы, мельницу, больницу, библиотеку, сельский клуб, успели сжечь часть жилых домов, а также полностью уничтожили МТС.
В конце 1943 года при активной помощи со стороны находившихся здесь частей РККА машинно-тракторная станция была восстановлена и возобновила работу. В ходе полевых работ в течение марта - апреля 1944 года тракторы Каланчакской МТС ремонтировали военнослужащие РККА в организованной в райцентре передвижной ремонтной мастерской. 
В 1944 — 1945 годах количество работников МТС было пополнено демобилизованными военнослужащими (имевшие опыт работы с военной техникой бывшие солдаты и сержанты становились шофёрами автомашин, трактористами и ремонтниками).
В начале 1950-х годов в связи со строительством Каховского гидроузла на территории Каланчакского района начались работы по сооружению оросительной системы, в которой были задействованы техника и работники МТС.
В 1958 году за трудовые достижения тракторист Каланчакской МТС Г. Е. Овчаренко был награждён орденом «Знак Почёта». 
В 1961 — 1971 годы работники и техника МТС принимали активное участие в строительстве Северо-Крымского канала (крупнейшей стройке восьмой пятилетки).
В дальнейшем, в связи с увеличением числа техники в совхозах и колхозах, МТС была переименована в Каланчакское районное производственное объединение по производственно-техническому обслуживанию сельского хозяйства (сокращённое название - Каланчакская райсельхозтехника). В 1986 году райсельхозтехника была переименована в Каланчакское ремонтно-транспортное предприятие.
В целом, в советское время МТС входила в число ведущих предприятий райцентра.

### После 1991 года
После провозглашения независимости Украины, в октябре 1992 года объекты производственного объединения "Херсонагротехсервис" на территории Херсонской области (в том числе, Каланчакское ремонтно-транспортное предприятие) были переданы в ведение администрации Херсонской области.
В мае 1995 года Кабинет министров Украины утвердил решение о приватизации райсельхозтехники. В дальнейшем, государственное предприятие было реорганизовано в открытое акционерное общество.
В сентябре 2002 года хозяйственный суд Херсонской области возбудил дело о банкротстве предприятия, в феврале 2003 года оно было признано банкротом и началась процедура его ликвидации. В 2004 году оно прекратило своё существование, документы были переданы на хранение в районный архив.